# Golo (département)
Pour les articles homonymes, voir Golo.
1793–1811
Entités précédentes :
- Corse

Entités suivantes :
- Corse

Le département du Golo est un ancien département français, dont le chef-lieu était Bastia. Il prend son nom du fleuve côtier Golo et portait le numéro 19 dans la liste des 130 départements français de 1811

## Histoire
Créé par un décret du 11 août 1793 lors de la première partition de la Corse, il fut supprimé par un décret du 24 avril 1811 quand le département de Corse fut restauré.

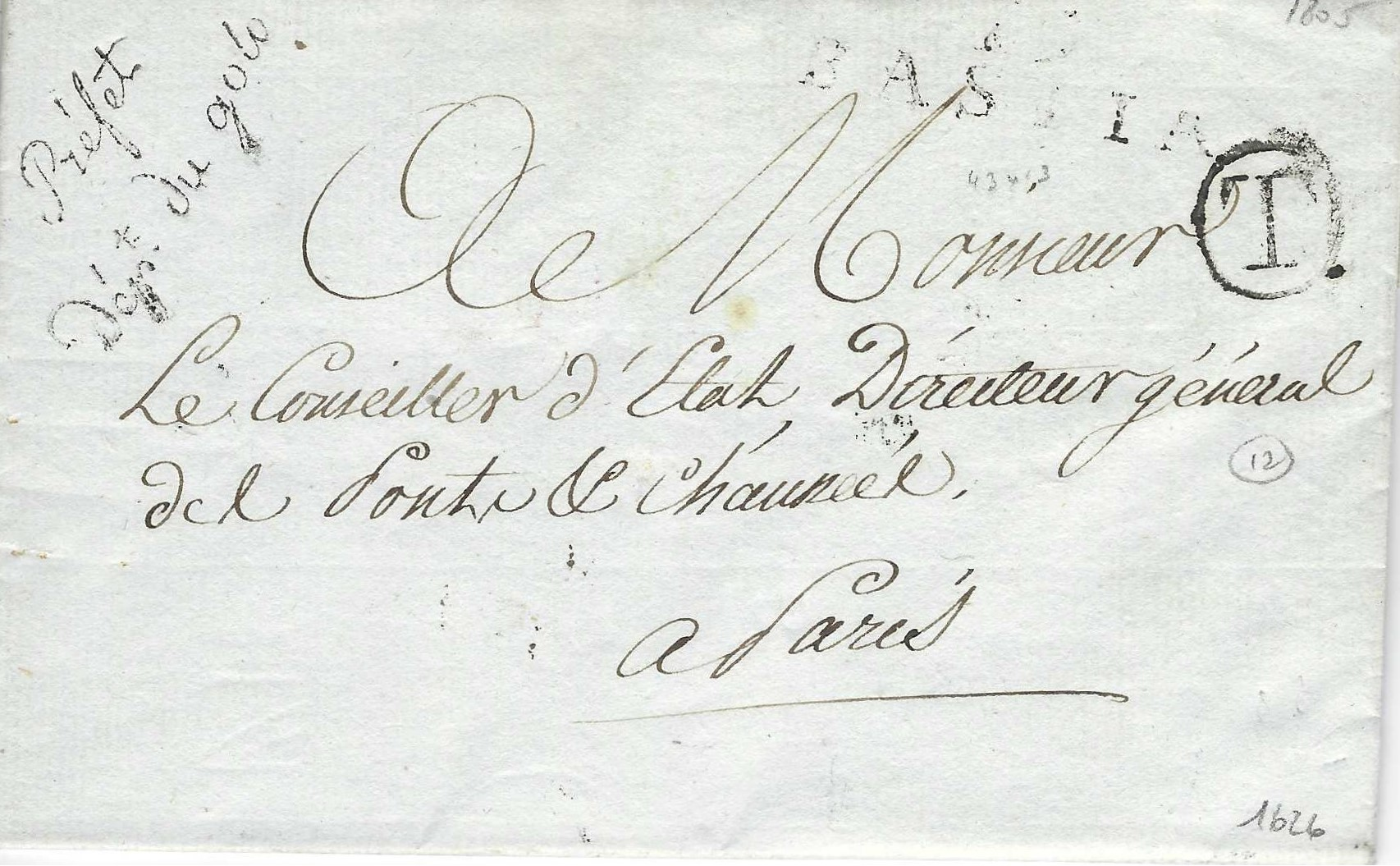
lettre avec cachet de franchise du préfet du Golo Pietri

En 1976, le département de la Haute-Corse fut créé avec des limites équivalentes à celui du Golo (la seule exception étant l'incorporation du Niolo, qui appartenait autrefois au département du Liamone).
Pour les circonscriptions administratives du département du Golo, voir l'article sur le département de la Corse.

## Liste des préfets
Hyacinthe Arrighi de Casanova  fut l'un des premiers présidents de l'administration centrale du département du Golo, puis fut commissaire du Directoire exécutif près la même administration.
| Période     | Période         | Identité            | Fonction précédente | Observation                                                                                     |
| ----------- | --------------- | ------------------- | ------------------- | ----------------------------------------------------------------------------------------------- |
| 3 mars 1800 | 16 juillet 1811 | Antoine-Jean Pietri |                     | Il se retire de la vie publique, mais sera en mai 1815 membre et président de la Junte de Corse |